# Ferenc Erkel
Ferenc Erkel (né le 7 novembre 1810 à Gyula et mort le 15 juin 1893 à Budapest) était un compositeur, pianiste et chef d'orchestre hongrois du XIXe siècle, père de l'opéra national hongrois.

## Biographie
Quatre de ses sept fils ont fait carrière dans la musique : Gyula (1842-1909), Elek (1843-1893), László (1845-1896) et Sándor (1846-1900).

### Rencontre avec Berlioz
Lors de sa venue à Budapest en 1845, Hector Berlioz le rencontre et se montre très élogieux à son égard : « M. Erkel est un excellent et digne homme d'un grand talent : j'ai entendu (...) [son] opéra Hunyady (...). Il y a dans cette œuvre une foule de choses remarquables par leur originalité et surtout par la profondeur du sentiment qui les a dictées. C'est d'ailleurs purement écrit et instrumenté d'une façon très intelligente et très fine ».

### Fort joueur d'échecs
Ferenc Erkel est considéré comme l'un des joueurs d'échecs hongrois les plus forts du milieu du XIXe siècle. Il commence à étudier sérieusement les échecs à partir de la fin des années 1830 et participe au match par correspondance Pest - Paris de 1842 à 1845 (les coups sont discutés collectivement avant d'être joués) que les Hongrois gagnent 2 à 0. En 1859, il fonde avec d'autres joueurs hongrois le premier club d'échecs de Pest, qu'il dirigera jusqu'à la fin de sa vie.

## Hymne national hongrois

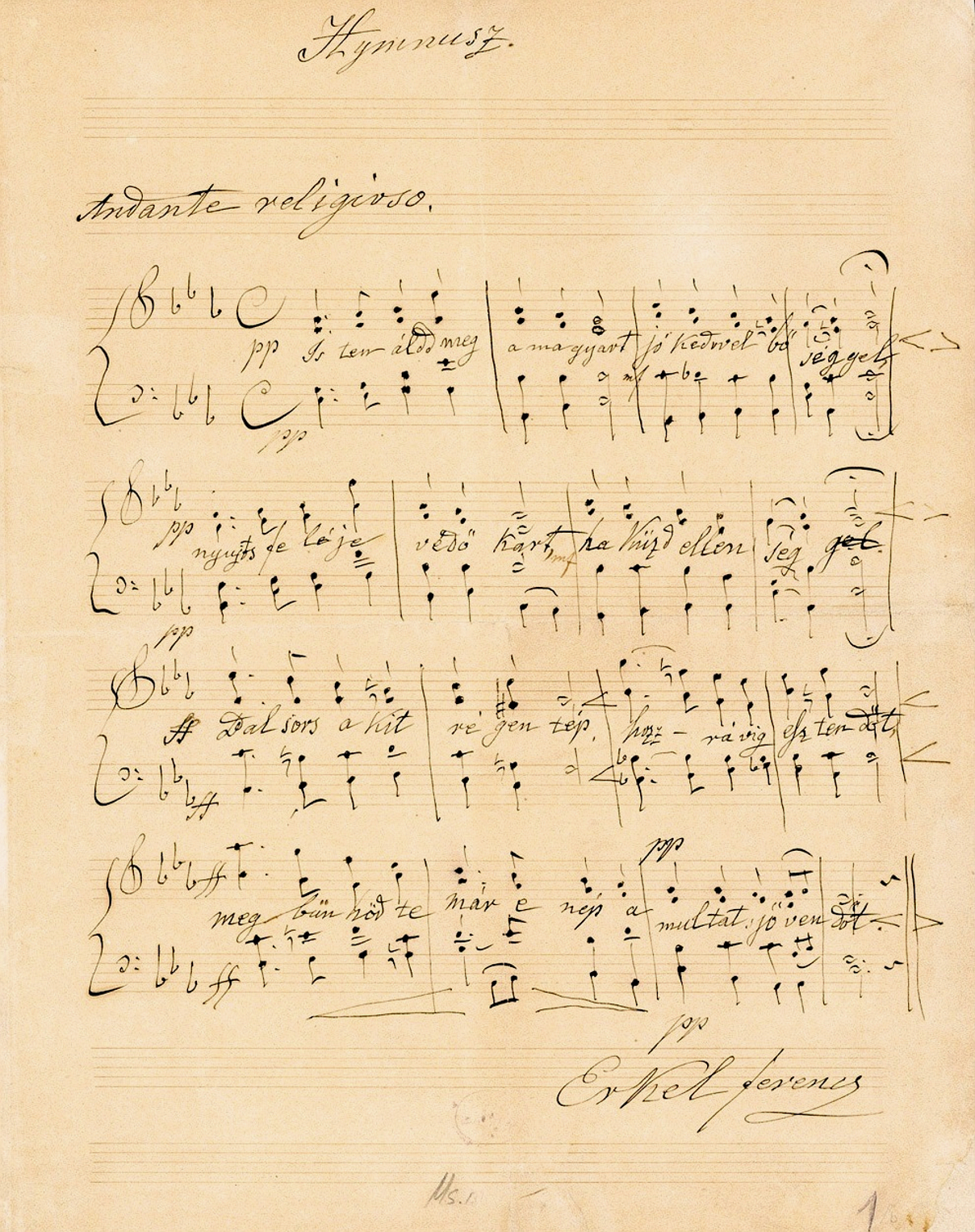
Partition de l'hymne national hongrois.

Ferenc Erkel met en musique l'hymne national hongrois d'après un poème de Ferenc Kölcsey (1790-1838) écrit en 1823 "Dieu bénisse les Hongrois" Himnusz. Erkel remporte le concours de 1844 pour sa mise en musique. Elle est interprétée pour la première fois à l'Opéra National de Budapest, mais ne devient officielle qu'en 1903.
Le poème se compose de huit strophes mais est régulièrement réduit à la première lors des évènements officiels.
Bénis le Hongrois, ô Seigneur,

Fais qu’il soit heureux et prospère,

Tends vers lui un bras protecteur 

Quand il affronte l’adversaire!

Donne à qui fut longtemps broyé,

Des jours paisibles et sans peines,

Ce peuple a largement payé

Pour les temps passés ou qui viennent. 

(...)
Le poème Exhortation de Mihály Vörösmarty (1800-1855) mis en musique en 1843 par le compositeur Béni Egressy (1814-1851) tend à être considéré comme un second hymne national.
Reste fidèle à ta patrie,

Hongrois, c’est ton berceau.

De sa chair elle t’a nourri

Et sera ton tombeau.

Au vaste monde, ailleurs qu’en elle,

Pas de place pour toi.

À vivre et mourir là, t’appelle

Ton destin quel qu’il soit.

(...)

## Opéras
- Bátori Mária (en deux actes, 1840) Mária Bátori est l'amante de László, fils de Coloman de Hongrie
- Hunyadi László (en quatre actes, 1844)
- Erzsébet (en trois actes, 1857, seul le second est de Erkel)
- Bánk bán (en trois actes, 1861) Bánk bán est le conseiller du roi (Palatine) André II
- Sarolta (en trois actes, 1862)
- Dózsa György (en cinq actes, 1867)
- Brankovics György (en quatre actes, 1874)
- Névtelen hősök (en quatre actes, 1880, « les Héros anonymes »)
- István király (en quatre actes, 1885, « le Roi Étienne », inspiré de la vie d'Étienne Ier de Hongrie)
- Kemény Simon (fragments ; prévu pour comporter trois actes)